# 小田切純子
小田切 純子（おたぎり じゅんこ、1952年 - ）は、日本の会計学者。専門は原価計算。滋賀大学名誉教授。

## 来歴
1952年岐阜県岐阜市生まれ。1975年に滋賀大学経済学部を卒業後、神戸大学大学院経営学研究科に進学し、1977年同博士前期課程修了、1979年同博士後期課程中退。滋賀大学経済短期大学部助手、専任講師、助教授、滋賀大学助教授、1998年同教授を経て、同名誉教授。専門は原価計算。

## 年譜
- 1952年 - 岐阜県岐阜市生まれ
- 1975年 - 滋賀大学経済学部卒業
- 1977年 - 神戸大学大学院経営学研究科博士前期課程修了
- 1979年 - 神戸大学大学院経営学研究科博士後期課程中退
- 1979年 - 滋賀大学経済短期大学部助手
- 1980年 - 滋賀大学経済短期大学学部講師
- 1987年 - 滋賀大学経済短期大学部助教授
- 1993年 - 滋賀大学経済学部助教授
- 1993年 - 日本消費者教育学会研究奨励賞受賞
- 1998年 - 滋賀大学経済学部教授

## 著書

### 単著
- 『消費者のための会計情報ディスクロージャーについて』（光生館、1993）
- 『対消費者責任と会計情報』（光生館、1994）
- 『サービス企業原価計算論』（税務経理協会、2002）

## 論文
- 国立情報学研究所収録論文 国立情報学研究所

## 主な所属学会
- 日本管理会計研究学会
- 日本企業経営学会
- 日本原価計算研究学会
- 日本消費者教育学会
- 日本会計研究学会